# Barbara Schmalfeldt
Barbara Schmalfeldt (* 21. September 1965 in München) ist eine deutsche Gynäkologin und Professorin für gynäkologische Onkologie.

## Leben und Laufbahn
Barbara Schmalfeldt wurde 1965 in München geboren. Von 1984 bis 1991 studierte sie Medizin an der Universität Regensburg und der Technischen Universität München und absolvierte ihr ärztliches Praktikum an der I. Medizinischen Klinik der TU München. 1992 schloss sie dort ihre Doktorarbeit zum Thema „Druckparameter des rechten und linken Herzens unter tachykarden Herzrhythmusstörungen“ mit der Note magna cum laude bei K. Stangl ab. Es folgte bis 1997 die Facharztausbildung in der Frauenklinik und Poliklinik der TU München unter dem Direktor Henner Graeff, die sie als Fachärztin für Geburtshilfe und Frauenheilkunde abschloss. Von 1997 bis 2001 wurde sie Oberärztin in der Frauenklinik der TU München.
2001 schloss sie ihre Habilitation an der Technischen Universität München für das Fach Frauenheilkunde und Geburtshilfe mit einer Arbeit über „Invasions- und Proliferationsfaktoren bei der malignen Progression von Ovarialtumoren“ bei Professor Graeff ab und erhielt ihre Lehrbefugnis. 2003 wurde sie C3-Professorin auf Lebenszeit für Gynäkologische Onkologie an der Technischen Universität München, parallel leitete sie seit 2001 als Oberärztin und stellvertretende Klinikdirektorin die Frauenklinik der TU München unter der Direktorin Marion Kiechle und seit 2009 des Gynäkologischen Krebszentrums am Klinikum rechts der Isar der TU München. Von 2013 bis 2015 war sie zudem Executive Director des Roman Herzog Cancer Center am Klinikum rechts der Isar der Technischen Universität München. Seit Juli 2015 ist Schmalfeldt Direktorin der Klinik und Poliklinik für Gynäkologie des Universitätsklinikums Hamburg-Eppendorf (UKE).
Die Schwerpunkte ihrer Arbeit liegen im Bereich der gynäkologische Onkologie und des familiären, genetisch vererbten, Brust- und Eierstockkrebses. Sie ist Expertin für die konservative und operative Therapie bei gutartigen und bösartigen Erkrankungen der Gebärmutter, der Eierstöcke, der Vulva und der Brust. Zudem befasst sie sich mit minimalinvasiver und roboterassistierter Chirurgie.

## Mitgliedschaften und Auszeichnungen
Barbara Schmalfeldt ist Mitglied zahlreicher nationaler und internationaler Facharbeitsverbände. Sie ist aktiv als Schriftführerin der Deutschen Gesellschaft für Gynäkologie und Geburtshilfe sowie Mitglied der Deutschen Krebsgesellschaft, der Arbeitsgemeinschaft für Gynäkologische Onkologie, der American Association for Cancer Research (AACR) und dem Berufsverband der Frauenärzte. Zudem ist sie Mitglied der Projektgruppen „Mammakarzinom“, „Uterus“ und „Maligne Ovarialtumoren“ des Tumorzentrums München.
Von 2001 bis 2015 war sie Leiterin der Projektgruppe „Maligne Ovarialtumoren“ und von 2003 bis 2008 Sprecherin der Kommission „Ovar“ der Arbeitsgemeinschaft Gynäkologische Onkologie (AGO) und Mitglied des Vorstandes. Seit 2012 ist sie stellvertretende Vorsitzende der Arbeitsgemeinschaft Gynäkologische Onkologie. 1996 wurde Schmalfeldt mit dem Wissenschaftspreis der Bayerischen Gesellschaft für Geburtshilfe und Frauenheilkunde ausgezeichnet und im Oktober 2009 erhielt sie eine Auszeichnung des Tumorzentrums München.

## Belege
1. 1 2 3 4 5 6  Barbara Schmalfeldt, Profil und Lebenslauf am Universitätsklinikum Hamburg-Eppendorf; abgerufen am 23. Januar 2020.